# Mandapeta
Mandapeta är en ort i Indien.   Den ligger i distriktet East Godāvari och delstaten Andhra Pradesh, i den sydöstra delen av landet, 1 400 km söder om huvudstaden New Delhi. Mandapeta ligger 17 meter över havet och antalet invånare är 48 852.
Terrängen runt Mandapeta är mycket platt. Runt Mandapeta är det mycket tätbefolkat, med 1 056 invånare per kvadratkilometer. Mandapeta är det största samhället i trakten. Trakten runt Mandapeta består till största delen av jordbruksmark.